# 美洲鰻鱺
美洲鰻鱺為輻鰭魚綱鰻鱺目鰻鱺亞目鰻鱺科的其中一種。

## 分布
本魚分布於西大西洋，包括拉布拉多半島、美國、巴拿馬、西印度群島、加勒比海等海域。但數量不多。

## 深度
水深0至464公尺。

## 特徵
美洲鰻鱺（American eel, Anguilla rostrata）為一種在北美東岸發現，降河迴游產卵（catadromous）魚類。牠有一個蛇形身體及一個細小尖銳的頭部。背部為棕色而腹部為茶黃色。牠的牙齒銳利但沒腹鰭（pelvic fin）。牠與歐洲鰻鱺十分類似，但兩者的染色體及脊椎骨（vertebra）數目都不相同。前者脊椎骨數103至111；後者為110至119。體長可達152公分。

## 生態

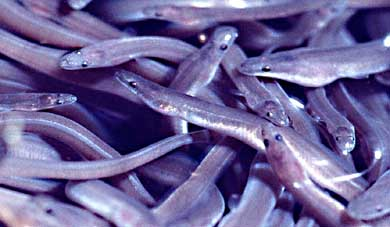
幼年鰻魚。

雌性美洲鰻鱺在鹽水產卵（Spawn (biology)），並用9至10個星期令蛋孵出。年幼鰻魚孵出後向北美移動，進入淡水系統後長成。雌性鰻魚可以每年生下4百萬浮起的蛋，但很多時在產卵後便死亡。鰻魚喜愛淡水，可以在大西洋岸邊發現，包括切薩皮克灣及哈德遜河。鰻魚喜愛晚間獵食，在日間則在泥土、沙或砂礫中隱藏。

## 經濟價值
美洲鰻鱺在北美東岸及她們經過的河流有非常高的經濟重要性。她們被漁民捕獲、賣出、進食或作為寵物。美洲鰻鱺透過進食死魚、無脊椎動物、臭屍（carrion）、昆蟲的途徑去幫助大西洋沿岸的生態系統。在非常飢餓的情況下，她們會進食同科的動物。

## 捕獲鰻魚
雖然很多垂釣者因為鰻魚的蛇狀外表而卻步，鰻魚實際上是好魚。她們通常被垂釣者釣其他魚類時捕獲到。最重的美洲鰻鱺的世界紀錄9.25磅。

## 圖庫

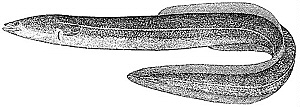
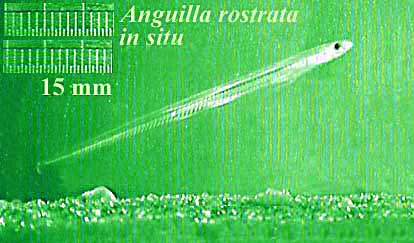
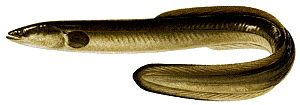

## 外部連結
- The American Eel, an Endangered Species?
- ESA protection （页面存档备份，存于）